# Kreuzspitze (Ötztalalperna)
Kreuzspitze är en bergstopp i Österrike.   Den ligger i distriktet Imst och förbundslandet Tyrolen, i den västra delen av landet, 400 km väster om huvudstaden Wien. Toppen på Kreuzspitze är 3 455 meter över havet, eller 249 meter över den omgivande terrängen. Bredden vid basen är 2,1 km.
Terrängen runt Kreuzspitze är bergig åt sydost, men åt nordväst är den kuperad. Runt Kreuzspitze är det mycket glesbefolkat, med 6 invånare per kvadratkilometer.. Närmaste större samhälle är Sölden, 18,8 km nordost om Kreuzspitze. 
Trakten runt Kreuzspitze består i huvudsak av gräsmarker.